# Stanley Baldwin
Stanley Baldwin, 1. hrabě Baldwin z Bewdley, (3. srpna 1867 – 14. prosince 1947) byl britský státník, člen Konzervativní strany, premiér a vůdčí postava britské politiky v meziválečném období.

## Mládí
Narodil se 3. srpna 1867 v Bewdley v hrabství Worcestershire jako syn Alfreda Baldwina a jeho ženy Louisy. Studoval na škole v Hawtreys, poté v Harrow a nakonec absolvoval Trinity College v Cambridgi.
12. září 1892 se oženil s Lucy Ridsdaleovou. Získal pověst obratného obchodníka a průmyslníka schopného provádět modernizaci. Po smrti svého otce zdědil 200 000 liber a funkci ředitele Great Western Railway.

## Politická kariéra
Roku 1908 se stal místo svého otce poslancem Dolní sněmovny za obvod Bewdley. V období první světové války se stal soukromým parlamentním tajemníkem Andrewa Bonar Lawa. Roku 1920 byl jmenován do tajné rady a následující rok se stal ministrem obchodu.
Na konci roku 1922 v Konzervativní straně narostla nespokojenost s výsledky práce koaliční vlády s Liberální stranou vedenou Lloydem Georgem. Na schůzi konzervativních poslanců v Charlton Clubu prohlásil, že nebude dále podporovat koalici, a obvinil Georgeho, že je destrukčním činitelem britské politiky. Jednání skončilo návrhem na rozpuštění koalice, což ale nepodporovala většina vůdčích osobností konzervativců. Bonar Law se stal premiérem, byl nucen hledat nové ministry, a tak mu nabídl místo ministra financí. V následujících volbách získala Konzervativní strana parlamentní většinu.

## První období
V květnu 1923 byla u Bonar Lawa zjištěna rakovina a ten hned nato rezignoval na funkci premiéra, a on se tak stal jeho nástupcem. Zpočátku vykonával i funkci ministra financí, ale brzy tuto funkci nabídl Nevillemu Chamberlainovi.
Konzervativci měli v dolní komoře většinu a mohli by do dalších voleb pohodlné uplatňovat své záměry. On se ale cítil vázán závazkem svého předchůdce, že nebude prováděna reforma cel bez předchozích voleb. V zemi se i vlivem zvýšeného dovozu v rámci volného obchodu zvyšovala nezaměstnanost. Rozhodl se vyhlásit na prosinec 1923 volby, aby získal podporu pro zavedení protekcionistických cel, která měla podpořit vytváření nových pracovních míst. Výsledky voleb byly nerozhodné, protože žádná strana nezískala dostatečnou většinu. Na prvním jednání nového parlamentu byla konzervativní vládě vyslovena nedůvěra, a tak bezprostředně po něm rezignoval na funkci předsedy vlády.

## Druhé období
Volby v říjnu 1924 přinesly konzervativcům vítězství. Toto období bylo poznamenáno generální stávkou roku 1926. Jako reakci na ni vytvořili Společnost pro hospodaření s energiemi – dobrovolné sdružení lidí, kteří nesouhlasili se stávkou.
Na jeho pokyn byla vytvořena komise vedená Williamem Douglas Weirem pro zhodnocení problému země s elektrickou energií. Na základě Weirova doporučení byl vytvořen centrální úřad pro elektřinu, jehož činnost byla z poloviny financována státem a z druhé místní samosprávou. Weirovy návrhy byly zahrnuty do změn zákonů. Výsledky práce úřadu přinesly do roku 1939 čtyřnásobné zvýšení elektrického výkonu elektráren a podstatné zlevnění elektrické energie.
Roku 1929 se k moci dostali labouristé, a to ačkoli je volilo méně voličů než konzervativce.

## Třetí období
Roku 1935 nahradil MacDonalda ve funkci premiéra. V říjnu téhož roku vyhlásil nové volby, které skončily jeho úspěchem.
Britská vláda musela reagovat na vyzbrojování Německa, a tak roku 1934 navrhla rozšíření počtu bojových letounů RAF na úroveň z roku 1923. Následující rok přiznal, že jeho předchozí představy o snížení úrovně zbrojení, kterého byl zastáncem, byly mylné a že jeho odhad budoucího vývoje byl nesprávný. V květnu téhož roku byl přijat návrh na další zvýšení počtu bojových letounů tak, aby se zlepšila obrana Británie proti vzrůstající síle německého letectva. V únoru roku 1926 bylo přijato vládou rozhodnutí o rozšíření královského námořnictva a obnově výzbroje britského pozemního vojska. Tento program zbrojení se setkal s ostrou kritikou představitele Labouristické strany Clementa Attleeho.
V lednu 1936 nastoupil na britský trůn Eduard VIII., který byl zastáncem dobrých vztahů mezi Británií a Německem a oznámil svůj záměr oženit se s rozvedenou Američankou Wallis Simpsonovou. On sám ji nepovažoval za vhodnou ženu, kterou by britská veřejnost respektovala jako královnu. Pro vládu byly sporné i její proněmecké názory. Pokoušel se několikrát odvrátit Eduarda od tohoto sňatku a jeho záměr oženit se s rozvedenou ženou se setkal s odporem u arcibiskupa Anglikánské církve i zástupců některých zemí Commonwealthu. Eduard se ještě pokusil navrhnout morganatický sňatek, který by znamenal, že jeho žena by nepožívala královské pocty a jejich potomci by neměli nárok na následnictví. I tento návrh byl odmítnut, a tak Eduard v prosinci abdikoval.

## Pozdní období
Po korunovaci nového krále Jiřího VI. byl povýšen do šlechtického stavu jako hrabě Baldwin z Bewdley a následující den odstoupil z funkce premiéra. Ve Sněmovně lordů vystupoval jen málokdy, podporoval závěry Mnichovské dohody a obhajoval zásady appeasementu, což mu v průběhu druhé světové války přineslo velkou nepopularitu.
Zemřel ve spánku 14. prosince 1947 v Astley Hall poblíž Stourport-on-Severn v hrabství Worcestershire. Jeho ostatky byly zpopelněny a popel byl uložen ve Worcesterské katedrále.
Až do svého odstoupení v roce 1937 byl oceňován jako schopný politik, především za zvládnutí krize spojené s abdikací Eduarda VIII. Nicméně po vypuknutí druhé světové války se tento názor změnil. Spolu s Chamberlainem a MacDonaldem byli činěni odpovědnými za vojenskou nepřipravenost Velké Británie na následující válečný konflikt.